# تپه هادی‌آباد
تپه هادی آباد مربوط به سده‌های ۴ تا ۴ ه.ق است و در شهرستان خرم‌آباد، بخش زاغه، دهستان زاغه، روستای هادی آباد واقع شده و این اثر در تاریخ ۲۸ اسفند ۱۳۸۵ با شمارهٔ ثبت ۱۸۵۳۱ به‌عنوان یکی از آثار ملی ایران به ثبت رسیده است.